# Coahuilix
Coahuilix é um género de gastrópode da família Hydrobiidae.
Este género contém as seguintes espécies:
- Coahuilix hubbsi